# 2018年颱風杰拉華
颱風杰拉華（英語：Typhoon Jelawat，國際編號：1803，聯合颱風警報中心：WP032018，菲律賓大氣地球物理和天文服務管理局：Caloy，是2018年太平洋颱風季第3個被命名的熱帶氣旋。「杰拉華」（國際音標：[d͡ʒəlawat]）一名由馬來西亞提供，屬於淡水鯉魚類，常見於大河流。杰拉華在3月形成，配合2月的熱帶風暴三巴、1月的熱帶風暴布拉萬，成為自1965年及2015年以來，西北太平洋首次1至3月均有獲命名熱帶氣旋出現。杰拉華的強度大起大落，它曾經快速增強，在24小時內從熱帶風暴加強為超級颱風，風速急升130公里，更一躍成為有紀錄以來3月最強熱帶氣旋。但其後又不敵風切變而急速減弱，一日內風速急降120公里，隨後逐漸轉化為溫帶氣旋。

## 發展過程

### 形成初期西北移動
2018年初西北太平洋熱帶氣旋強度偏強之勢在3月持續。2018年3月16日，一個低壓區在波納佩島西北方海域形成，美國海軍研究實驗室在下午3時半給予擾動編號96W。當時該系統所在海域海面溫度接近攝氏30度，恊助系統快速整合，對流雲帶纏繞及嵌緊低層環流中心。聯合颱風警報中心在翌日（17日）凌晨4時將該系統在24小時內形成熱帶氣旋的機會跳過評級「低」而直接評為「中」，且在早上10時半提升至「高」，但至晚上11時又降回「中」。隨着該系統的對流再次爆發，呈現更明顯的熱帶氣旋雛形，聯合颱風警報中心在23日中午12時半再次把評級升為「高」，並同時發佈熱帶氣旋形成警報。而臺灣中央氣象局在25日早上8時率先將其升格為熱帶性低氣壓，表示「有發展成輕度颱風的趨勢」；日本氣象廳在上午9時05分亦作出同等升級，並隨即發佈烈風警報，表示1日內有機會增強為熱帶風暴。
隨着西風帶打開強烈極地方向流出，聯合颱風警報中心在25日凌晨5時把該系統升為熱帶低氣壓，給予熱帶氣旋編號03W。副熱帶高壓脊引導下，該系統以時速約25公里向西北偏西移動，至當日較後時間改向正西北方移動。日本氣象廳在下午3時10分正式把該系統升格為熱帶風暴，並命名為杰拉華，給予國際編號1803，中央氣象局和中國國家氣象中心緊接在20分鐘和25分鐘後跟隨升格，此外杰拉華在26日凌晨3時45分進入香港天文台責任範圍時，該部門亦同樣把杰拉華評為熱帶風暴。

### 轉向北移穩定增強

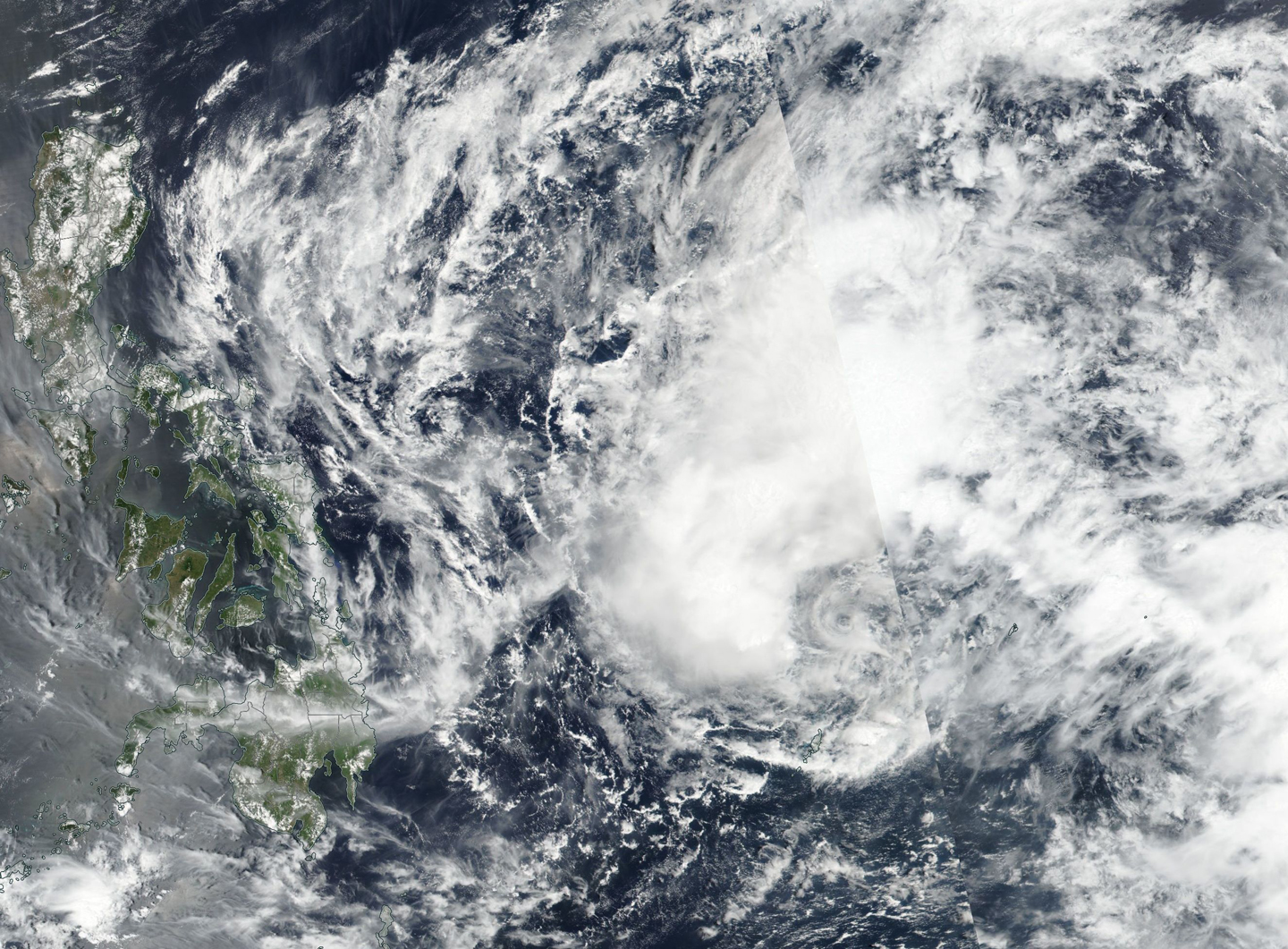
杰拉華在3月27日的組織相當混亂，低層環流中心外露

當時官方部門預料杰拉華會逐漸增強，橫越副熱帶高壓脊脊線並轉向。杰拉華在27日上午11時進入菲律賓大氣地球物理和天文服務管理局責任範圍，當局把杰拉華評為熱帶風暴，風速每小時65公里，給予當地名稱Caloy。當日下午垂直風切變增強，導致杰拉華的低層環流中心外露，代表杰拉華轉趨減弱，促使各部門把杰拉華的預測強度下調；同時杰拉華亦幾乎停留不動。杰拉華在晚上嘗試重新組織，其中心附近重建對流，逐步修復原先外露的低層環流中心。隨着杰拉華抵達副熱帶高壓脊西側，它在28日恢復以每小時15公里速度北移。此時杰拉華中心附近對流漸變鞏固，並打開赤道方向流出通道，形成雙向流出通道，這令聯合颱風警報中心在上午11時把杰拉華升為熱帶風暴。
受惠於垂直風切變微弱、低層輻合、高空輻散良好、海水炎熱，且比熱容量高的極佳環境，杰拉華在29日凌晨穩步加強，組成中心密集雲團和「雲捲風眼」，日本氣象廳和香港天文台接連在凌晨2時和3時45分把杰拉華升為强烈热带风暴，中國國家氣象中心在凌晨5時20跟隨升格。由於杰拉華夾在西面和東面的副熱帶高壓脊造成的鞍形氣壓場，杰拉華在30日緩慢向東移動，並開通「雲捲風眼」，臺灣中央氣象局在凌晨2時把杰拉華升為中度颱風，聯合颱風警報中心和中國國家氣象中心分別在凌晨5時及6時20分把杰拉華升為颱風，香港天文台緊接在早上7時45分把杰拉華升為颱風，日本氣象廳在1小時後作出同等升格。

### 巔峰過後轉化變性

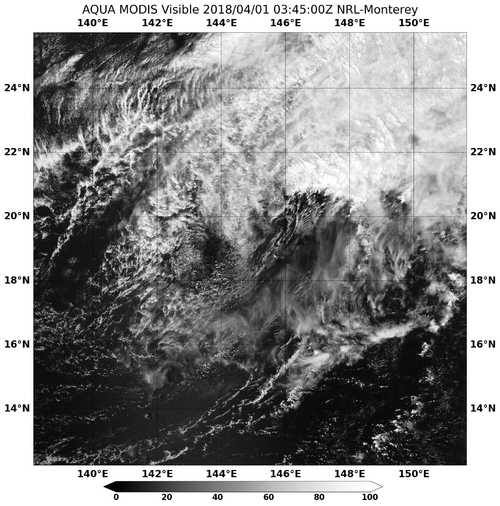
杰拉華轉在4月1日轉為副熱帶氣旋

日間杰拉華改向東北方向移動，並恢復以時速15公里移動。杰拉華在下午突然爆發增強並打開「針眼」，中國國家氣象中心在下午3時10分跳過強颱風分級而直接升把杰拉華為超強颱風，並判定杰拉華風速6小時內急升67公里，而香港天文台在下午4時15分也把杰拉華升格為強颱風，6小時後再在晚上10時45分把杰拉華進一步升為超強颱風。臺灣中央氣象局也要在晚上8時把杰拉華升為強烈颱風，聯合颱風警報中心則在晚上11時把杰拉華升為超級颱風。杰拉華在當日午夜時份達到強度巔峰，美國太空總署發現杰拉華雲頂高度超過18公里，強烈對流雲帶捲入系統東面，最高降雨量超過264毫米。其中心密集雲團和眼壁結構在衛星雲圖上清晣可見，風眼附近持續有強烈。經歷頂峰強度後，由於受到垂直風切變影響，杰拉華在31日凌晨轉趨減弱，「針眼」遭到填塞。臺灣中央氣象局對杰拉華的「強烈颱風」評級維持6小時後，在凌晨2時把杰拉華降為中度颱風，且在晚上8時降為輕度颱風，聯合颱風警報中心也在凌晨5時把杰拉華降為颱風。而中國國家氣象中心在凌晨5時半把杰拉華降為強颱風，更在下午2時45分降為颱風。杰拉華在當日曾經稍為南壓，其後改向東北偏東移動。
在西風帶帶來的強勁風切變影響下，同時杰拉華所在海域水温降低，加上杰拉華捲入乾空氣，共同影響導致杰拉華急速減弱，深層對流向西北面切離。中國國家氣象中心和日本氣象廳同步在4月1日凌晨2時50分把杰拉華降為強烈熱帶風暴，前者更在不足6小時後，於早上8時40分把杰拉華進一步降為熱帶風暴，後者亦於下午2時50分亦作出此項降格。日間其低層環流中心已經完全暴露，深層對流消失。聯合颱風警報中心在評定杰拉華受斜壓區影響，在下午2時轉化為副熱帶風暴，並發出最後警報，同時中國國家氣象中心對杰拉華停止編報。此次為繼1984年颶風克勞斯、2001年熱帶風暴阿利森及2011年热带风暴李以來第4次有熱帶氣旋轉化為副熱帶氣旋。中央氣象局和日本氣象廳則分別到翌日（2日）凌晨2時和2時45分才把杰拉華降為熱帶低氣壓，當中後者在晚上8時表示杰拉華轉化為溫帶氣旋。杰拉華其後轉向東南，聯合颱風警報中心在晚上8時把杰拉華降為副熱帶低氣壓，6小時後即表示它減弱消散。

### 事後調整
日本氣象廳在事後發佈的最佳路徑中，把杰拉華的強度向上修訂，接近中心最高持續風速從95節（每小時175公里）上調為105節（每小時195公里），中心最低氣壓由935百帕斯卡下調至915百帕斯卡。香港天文台亦於2018年5月14日公佈「2018年4月熱帶氣旋概述」，把杰拉華的接近中心最高持續風速由每小時185公里稍微上調至每小時195公里。

## 外部連結
| 太平洋颱風季             |
| 主題頁 - 專題 - 編輯指南 |

- （英文）颱風2000：各氣象部門對杰拉華的預測路徑集合（页面存档备份，存于）
- （英文）美國太空總署：相關資料（页面存档备份，存于）
- （日語）日本氣象廳：數位颱風網資料（日文版（页面存档备份，存于）、英文版（页面存档备份，存于））、1803最佳路徑數據（日文版（页面存档备份，存于）、英文版（页面存档备份，存于））、最佳路徑圖（页面存档备份，存于）、2018年熱帶氣旋最佳路徑數據 （页面存档备份，存于） （页面存档备份，存于）
- （英文）美國聯合颱風警報中心：03W最佳路徑數據（页面存档备份，存于）、最佳路徑圖（页面存档备份，存于）
- （英文）美國海軍研究實驗室：03W檔案（页面存档备份，存于）
- （繁體中文）臺灣交通部中央氣象局：颱風資料庫——强烈台风鲤鱼
- （繁體中文）香港天文台：2018年熱帶氣旋概述（3月（页面存档备份，存于）、4月（页面存档备份，存于））、實時天氣稿（3月26日（页面存档备份，存于）－27日（页面存档备份，存于）－28日（页面存档备份，存于）－29日（页面存档备份，存于）－30日（页面存档备份，存于）－31日（页面存档备份，存于））